# 三谷浩
三谷 浩（みたに ひろし、1934年（昭和9年）8月26日 - 2020年9月27日）は、日本の建設官僚。元建設事務次官。工学博士。

## 略歴
- 東京都出身[1]
- 長崎県立長崎西高等学校卒業
- 1958年（昭和33年）3月：東京大学工学部土木工学科卒業[1]
- 1958年（昭和33年）4月：建設省入省[1]
- 1973年（昭和48年）8月：中部地方建設局沼津工事事務所長
- 1978年（昭和53年）5月18日：工学博士（東京大学、学位論文「道路区間の危険度評価に関する研究」）
- 1980年（昭和55年）：建設省計画局国際課長
- 1984年（昭和59年）：建設省道路局企画課長[1]
- 1987年（昭和62年）1月：北陸地方建設局長[1]
- 1988年（昭和63年）1月：建設省道路局長[1]
- 1990年（平成2年）7月：建設省技監[1]
- 1991年（平成3年）：社団法人土木学会副会長
- 1992年（平成4年）6月：建設事務次官[1]
- 1993年（平成5年）10月：首都高速道路公団副理事長[1]
- 1995年（平成7年）3月：首都高速道路公団理事長[1]
- 1997年（平成9年）1月：世界道路協会会長[1]
- 2001年（平成13年）6月：財団法人先端建設技術センター理事長
- 2005年（平成17年）：社団法人土木学会会長
- 2009年（平成21年）：瑞宝重光章

## その他役職
- 社団法人日本道路協会会長、名誉会長
- 財団法人道路経済研究所副会長、最高顧問
- 財団法人国際交通安全学会評議員
- 財団法人建設業技術者センター理事長
- 世界道路協会名誉会長